# فرن ماچادو
فرن ماچادو (انگلیسی: Fran Machado؛ زادهٔ ۲۹ مارس ۱۹۸۴) بازیکن فوتبال اهل اسپانیا است.
از باشگاه‌هایی که در آن بازی کرده‌است می‌توان به باشگاه فوتبال کادیس، باشگاه فوتبال الچه، و باشگاه فوتبال رئال بتیس اشاره کرد.